# Kyösti Kallio
Kyösti Kallio (Ylivieska, 10 de abril de 1873 — Helsinki, 19 de dezembro de 1940) foi o 4° presidente da Finlândia, governando entre 1º de Março de 1937 e 27 de Novembro de 1940. Antes disso, ele havia sido primeiro-ministro por quatro vezes.